# Tomas Hanak
Tomas Hanak (Kremnica, 27 marzo 1957) è un attore cecoslovacco.
Nato a Kremnica, che faceva della Cecoslovacchia, ma attualmente appartiene alla Repubblica Slovacca.
Agli inizi degli anni ottanta, inizia a recitare in film cinema.
La sua fama arriva nel 2005 con il film I fratelli Grimm e l'incantevole strega nella parte di Woodsman, padre di Angelika.
Cofondatore della produzione "Total Helpart" (R.H.t) fondata nel 1992.

## Filmografia parziale
- Kamenný most, regia di Tomáš Vorel (1996)
- I fratelli Grimm e l'incantevole strega (2005)
- Skřítek, regia di Tomáš Vorel (2005)
- Gympl, regia di Tomáš Vorel (2007)
- Cesta do lesa, regia di Tomáš Vorel (2012)